# Musée de Dinan

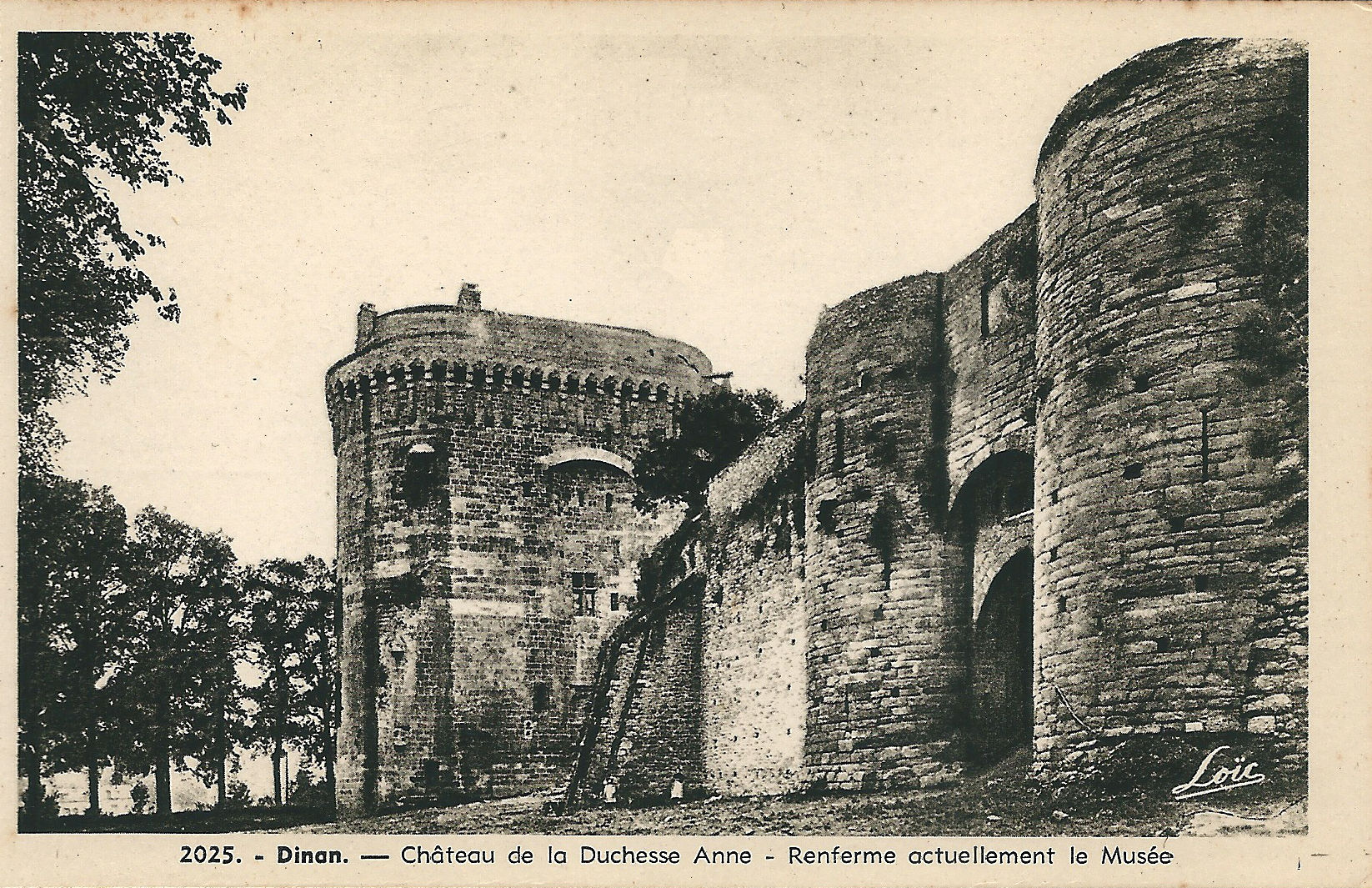
Le château de Dinan, siège du musée jusqu'en 2015.

Le musée de Dinan est un musée municipal d'art et d'histoire qui porte l'appellation Musée de France. Fondé en 1843 à partir de la collection personnelle de l'érudit italien Luigi Odorici, il réunit des collections de natures diverses : collection archéologique, collection de sculptures et de tableaux, collection d'ethnographie extra-européenne, collection d'ethnographie locale, collection de spécimens d'histoire naturelle. À sa création, il était installé au rez-de-chaussée de l'hôtel de ville de Dinan, puis il fut transféré au château de Dinan en 1908. Les collections du musée de Dinan sont exposées au château de Dinan pendant plus d'un siècle, jusqu'à ce qu'en 2015 les deux entités soient dissociées. Depuis 2015, le musée de Dinan est en veille, ses collections ont été placées en réserves. Le projet scientifique et culturel d'un nouveau musée est en cours d'élaboration.

## Historique

### Création du musée

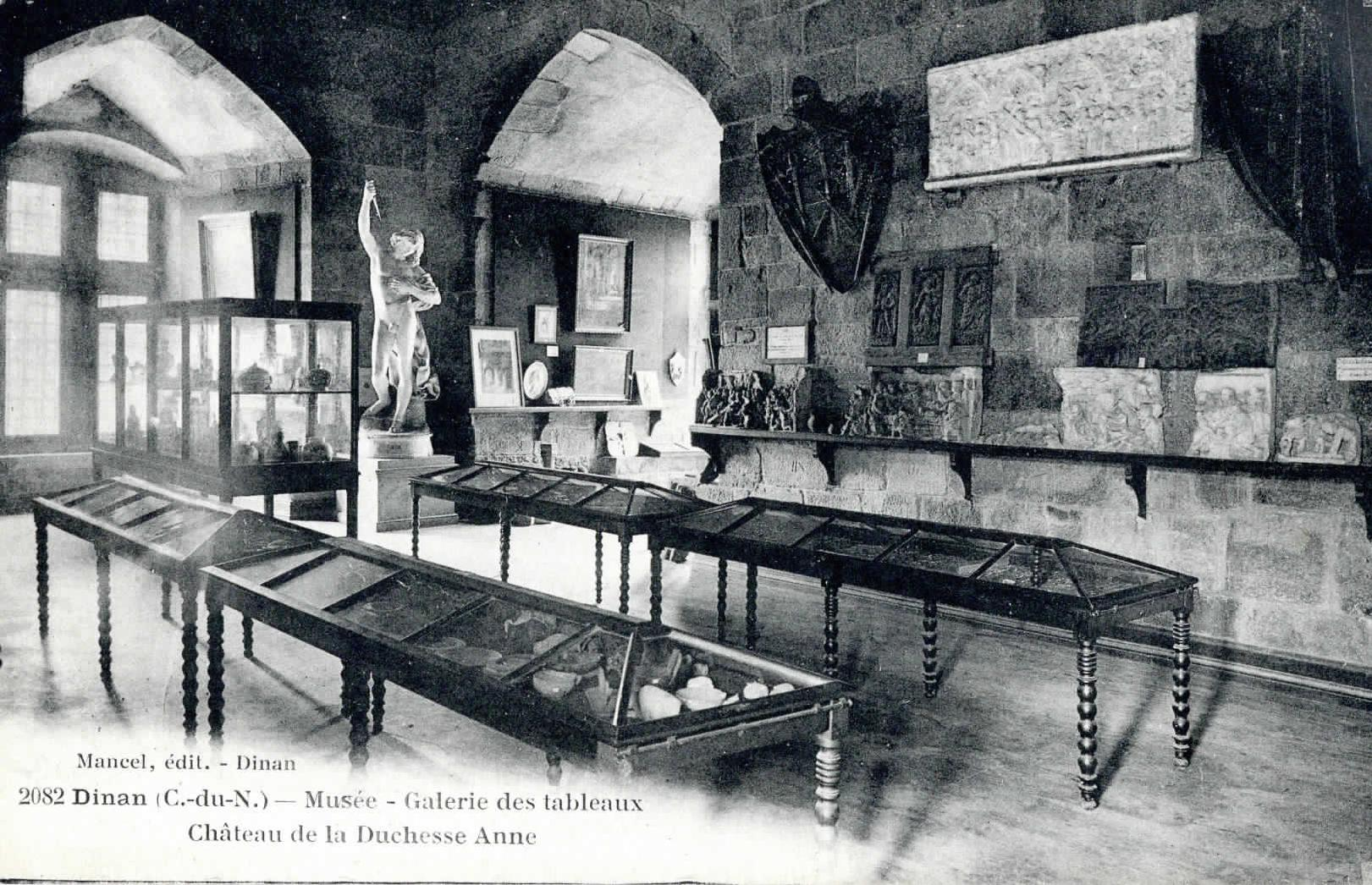
Vue ancienne du musée de Dinan, installé autrefois à l'intérieur du donjon du château.

Le musée de Dinan est créé sur l'initiative de Luigi Odorici, réfugié italien installé à Dinan à partir de 1833. Passionné d'histoire, Luigi Odorici reconstitue les collections d'archives dispersées durant la Révolution française et collecte les vestiges du passé de Dinan qu'il présente dans une salle du rez-de-chaussée de l'hôtel de ville de Dinan. En 1845, Luigi Odorici vend sa collection personnelle à la Ville de Dinan, le musée devient public, il est officiellement créé par arrêté municipal la même année et ouvre au public. Luigi Odorici assure la fonction de conservateur du musée de Dinan jusqu'à sa mort en 1882. En 1849, il se lance dans la rédaction du catalogue du musée. Le Catalogue des objets d'art et de sciences naturelles, exposés au musée de Dinan est imprimé par le Dinannais J.-B. Huart en 1850. Le contenu du catalogue brosse le portrait d'un musée encyclopédique qui renferme plus de sept mille objets, dont une collection zoologique constituée d'animaux naturalisés. Luigi Odorici fait également transporter au musée des clefs de voûte de l'ancienne abbaye Saint-Magloire de Léhon, ainsi que des pierres tumulaires de Languédias, Trévron et Léhon. Le musée de Dinan est à l'époque un musée d'archéologie locale et de sciences naturelles ; toutefois, par la suite, il s'enrichit de tableaux et de sculptures grâce à une succession de dépôts d'État, dont une série de céramiques issues de l'ancienne collection du marquis Gampietro Campana.

### Le château-musée de Dinan

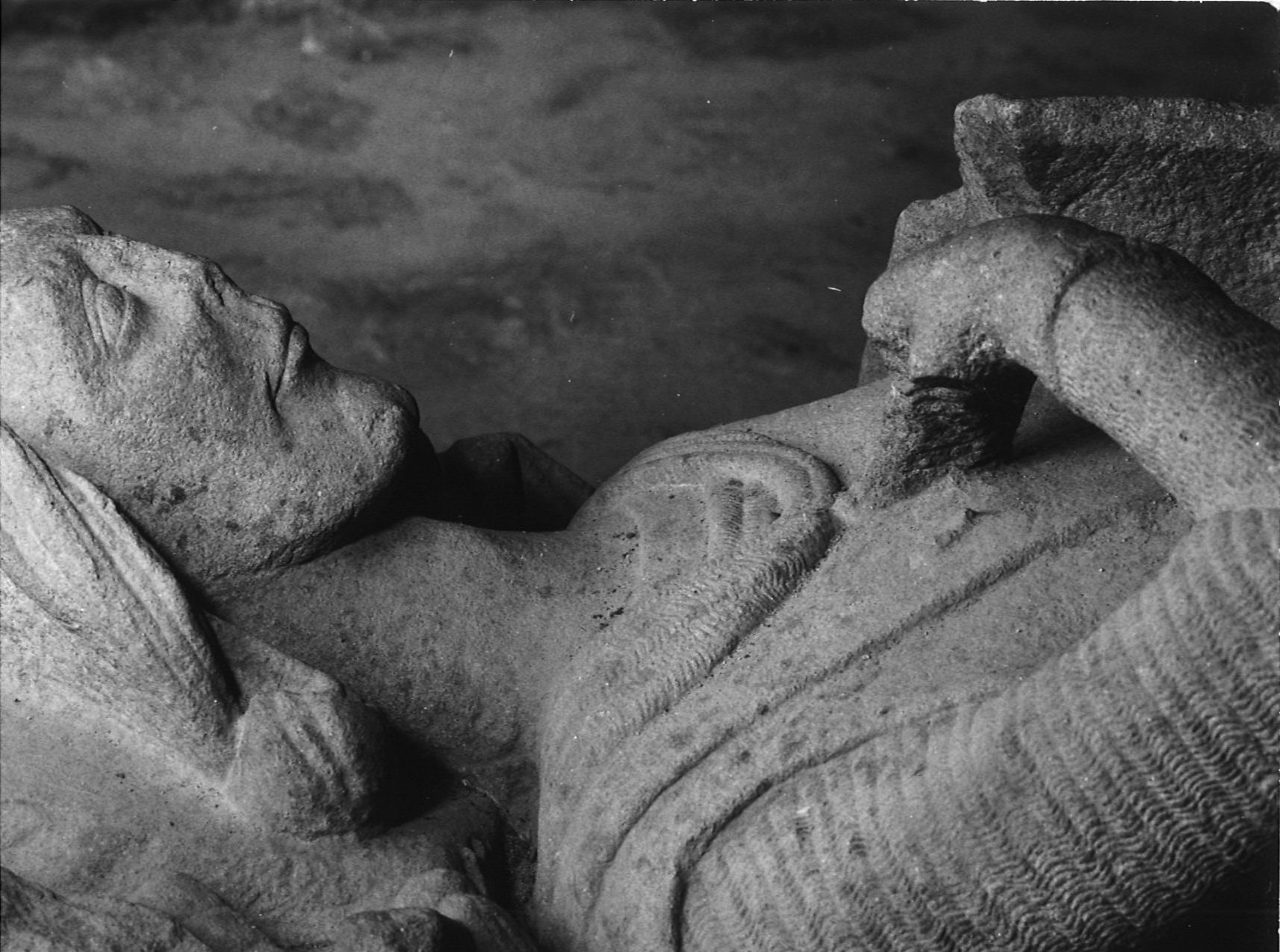
Gisant dit de Rolland de Dinan, vers 1220-1230, provient de l'ancienne abbaye de Beaulieu (Languédias), granite.

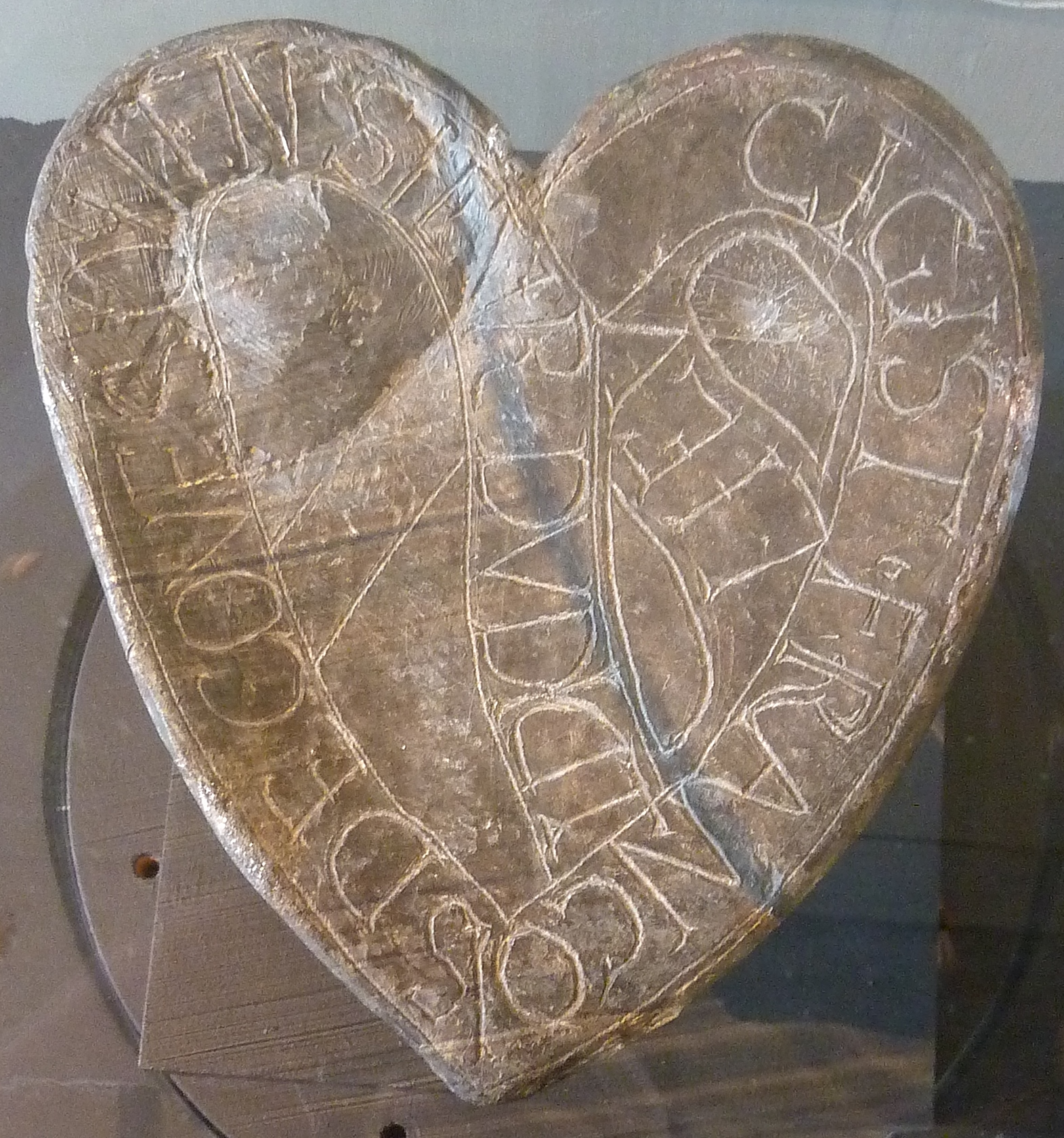
Cœur reliquaire de François de Coëtquen, 1557, plomb.

Au fil des années, le musée s'enrichit à tel point que la salle qu'il occupe au rez-de-chaussée de l'hôtel de ville s'avère trop petite pour exposer toutes les collections. L'administration municipale décide alors de transférer le musée au château de Dinan en 1908. La même année, l'ancien maire de Dinan, Jean Éven, crée la Société des Amis des Arts afin d'organiser le nouveau musée et de procéder aux acquisitions souhaitables. Les premiers achats ont lieu dans les mois qui suivent et portent sur le folklore (lits clos, coffres, coiffes de la région de Dinan). En 1913, la Société des Amis des Arts acquiert, pour le compte du musée, la collection de l'archéologue lamballais Jules Lemoine, composée d'objets préhistoriques et protohistoriques. En 1920, le musée de Dinan se voit gratifier d'un dépôt du musée du Louvre composé d'antiquités égyptiennes, chypriotes et de céramiques antiques.
Dans les années 1940, les collections du musée continuent de se diversifier et intègrent une série de bouddhas en bronze ainsi que plusieurs de sagaies, pagaies et harpons congolais. Au déménagement des collections, préalable au tournage du film Du Guesclin de Bernard de Latour, en 1948, suit une réorganisation de fond en comble du château-musée : à partir des années 1950, Pierre Rochereau (conservateur du musée entre 1954 et 1979) donne une nouvelle orientation au musée de Dinan pour en faire un musée d'ethnographie bretonne, valorisant les coiffes de Haute-Bretagne, les artisanats locaux et le mobilier de campagne du pays de Dinan. La muséographie est remaniée dans les années 1980, sous la conduite de Véronique Saudreau-Burnod : la cuisine donjon héberge une sélection d'objets préhistoriques, le premier étage présente la collection de vestiges gallo-romains de la région, le deuxième étage résume la vie de Dinan aux XVIIe et XVIIIe siècles, le troisième étage met en scène un atelier de tissage et le quatrième étage présente une série de peintures de Dinan au XIXe siècle. La tour de Coëtquen est aménagée en salles d'exposition temporaire, tandis que son sous-sol abrite les sept gisants du musée.

### Le musée de Dinan aujourd'hui
Au début des années 2000, la Ville de Dinan constate que le château de Dinan ne permet pas la bonne conservation et l'exposition des collections du musée, et aussi que les collections exposées et l'architecture du château ont tendance à se neutraliser plutôt qu'à se valoriser. Elle décide donc de retirer les collections du château à partir de 2015.

## Fréquentation
Pour des raisons techniques, il est temporairement impossible d'afficher le graphique qui aurait dû être présenté ici.

## Collections

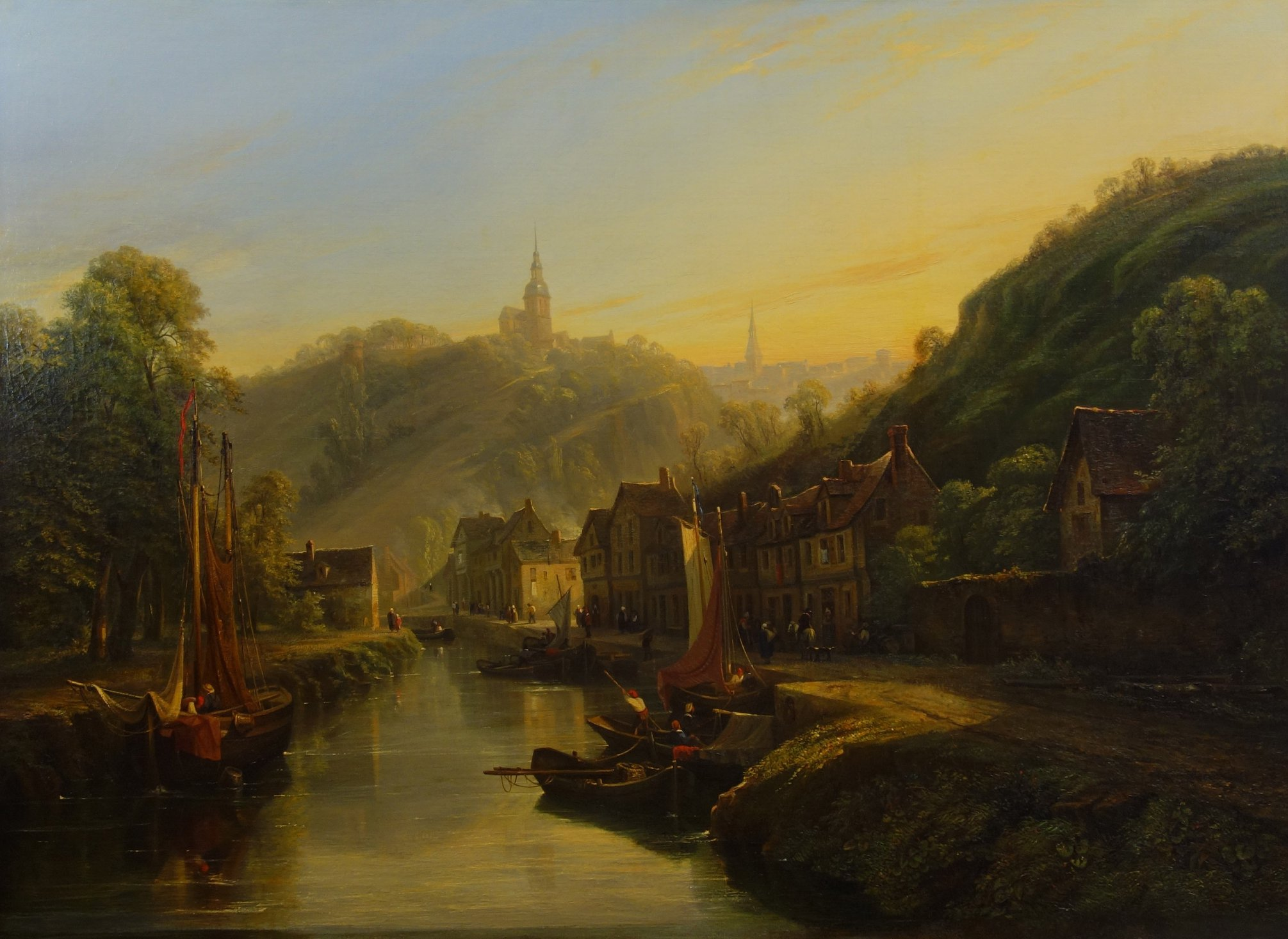
Isidore Dagnan, Le port de Dinan, vers 1835, huile sur toile.

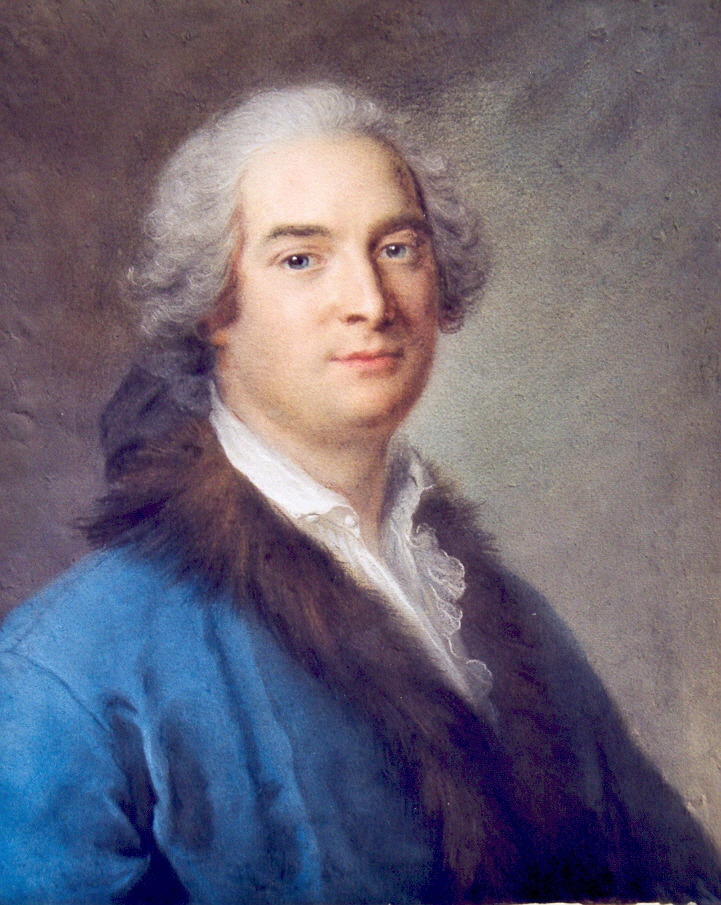
Portrait au pastel de Charles Duclos, par Jean-Marc Nattier, milieu du XVIIIe siècle.

Plus de 5 000 œuvres et objets sont inscrits à l'inventaire du musée, couvrant toutes les périodes historiques. Le musée de Dinan possède une collection d'objets préhistoriques et protohistoriques (bifaces du Paléolithique, haches polies du Néolithique, haches en bronze, etc.). Il possède également une collection d'objets antiques égyptiens, grecs, étrusques, chypriotes, notamment des vases à onguents et des vases de banquet. Le musée de Dinan conserve, qui plus est, une série d'objets gallo-romains provenant du pays de Dinan. La collection d'objets et d'œuvres du Moyen-Âge du musée comprend des monnaies, cinq gisants en granite, dont celui de Rolland de Dinan, et plusieurs sculptures et objets dont un reliquaire contenant le coeur momifié de François de Coëtquen. Le musée de Dinan possède également une collection d'œuvres des XVIIe et XVIIIe siècles, dont un tableau de Pierre Mignard figurant le dieu grec Apollon, un portrait au pastel de Charles Duclos, par Jean-Marc Nattier ainsi que deux fragments du tombeau de Raoul Marot des Alleux. Le musée de Dinan se singularise, par ailleurs, par sa collection d'objets extra-européens (bouddhas d'Indochine, sagaies du Haut-Oubangi, etc.) et sa collection d'ethnographie locale (coiffes de Haute-Bretagne, costumes de Haute-Bretagne, céramiques, outils d'artisans, outils domestiques, meubles). Le musée de Dinan possède aussi une collection de sculptures (de Georges Récipon, François-Félix Roubaud)  et de peintures dont un tableau d'Alfred Dehodencq représentant un épisode du roman Paul et Virginie, un tableau d'Alexandre Antigna intitulé Soirée d'été, un tableau de Lorenzo Garbieri figurant la Descente de croix ou encore un tableau de George Clarkson Stanfield. Enfin, il conserve une grande collection de spécimens d'histoire naturelle (échantillons de roches, fossiles, coquillages).